# Fièvre de Pel-Ebstein
Pour les articles homonymes, voir Pel et Ebstein.
La fièvre de Pel-Ebstein est un phénomène rare observé dans la maladie de Hodgkin, au cours de laquelle la 
température centrale des patients augmente et décroît de façon cyclique sur une ou deux semaines. Une fièvre cyclique peut également s'observer dans d'autres affections, mais le terme de fièvre de Pel-Ebstein est réservé à celle associée à la maladie de Hodgkin.

## Cause
La cause précise en est inconnue. Les hypothèses proposées mettent en avant la réponse immune du patient (avec libération cyclique de cytokines), la nécrose des ganglions lymphatiques, et une détérioration des cellules du stroma.

## Traitement
Le traitement symptomatique fait appel aux anti-inflammatoires non-stéroïdiens. Le traitement étiologique est habituellement la chimiothérapie dirigée contre la maladie de Hodgkin.

## Éponymie
Cette fièvre tire son nom de deux médecins, le Néerlandais P.K. Pel et l'Allemand Wilhelm Ebstein. Pel en décrit les premiers cas en 1885 dans le Berliner Klinische Wochenschrift et, deux ans plus tard, revient dans la même revue sur le lien avec la maladie de Hodgkin (pseudo-leucémie). Quelques mois plus tard Ebstein relate à son tour (et toujours dans le même journal), sa propre description du phénomène,. Par la suite un différend durable opposera les deux hommes sur l'étiologie de « leur » fièvre.

## Controverse
Certains chercheurs doutent de la pertinence d'individualiser un phénomène qu'ils estiment anecdotique avec un taux de survenue de 5 à 10 % seulement. Dans un « discours de Lettsom » (Lettsomian lecture) intitulé Making Sense et donné à la Société médicale de Londres en 1959, Richard Asher cite la fièvre de Pel-Ebstein comme un exemple d'état qui n'existe qu'en raison de son nom : « Tout étudiant et tout médecin sait que certains cas de maladie de Hodgkin peuvent présenter une température élevée durant une semaine et faible la semaine suivante et ainsi de suite. Mais, après tout, ce phénomène existe-t-il réellement  ?... » (« Every student and every doctor knows that cases of Hodgkin's disease may show a fever that is high for one week and low for the next week and so on. Does this phenomenon really exist at all?... »).